# Yucca desmetiana
Yucca desmetiana es una especie de planta fanerógama perteneciente a la familia Asparagaceae.

## Distribución y hábitat
Es nativa del norte de México desde Chihuahua a Aguascalientes de San Luis Potosí a Tamaulipas.

## Descripción
Yucca desmetiana se cultiva como planta ornamental en muchos lugares debido a su follaje de color. Las hojas son de color gris azulado cuando es joven, volviéndose de color burdeos medida que maduran. Requiere poco mantenimiento, con bajos requerimientos hídricos. Es adecuado como frontera del jardín en suelo arenoso y también como una planta en maceta de patio o pasarela.
Algunos autores indican el epíteto de "de-smetiana". La publicación original de Baker aparece la planta como "Yuca De Smetiana". La ortografía correcta es sin el guion (según el código de la nomenclatura, el CIE artículo 60.9 y la recomendación 60C.5c) y sin espacio y sin capitalización (recomendación 60C 5C).

## Taxonomía
Yucca desmetiana fue descrita por John Gilbert Baker y publicado en The Gardeners' Chronicle & Agricultural Gazette 1870: 1217. 1870.
Etimología
Yucca: nombre genérico que fue nombrado por Carlos Linneo y que deriva por error de la palabra taína: yuca (escrita con una sola "c").
desmetiana: epíteto